# Canalele de fugă Stejaru–Piatra Neamț–Buhuși–Bacău–Adjud
Canalele de fugă Stejaru–Piatra Neamț–Buhuși–Bacău–Adjud sunt un sistem de cascade de 12 noduri hidroelectrice dintre care 7 cu lacuri de acumulare și baraje deversoare din beton, de 18 – 28 m înălțime și 5 centrale-baraj pe canale de derivație cu nivel liber construite începând din anul 1959 până în 1986 cu scopul regularizării cursului Bistriței până la vărsarea în râul Siret și aval și producerea energiei electrice. Lungimea totală a canalelor este de 84 km.

## Date tehnice

### Canalele de fugă (derivație)

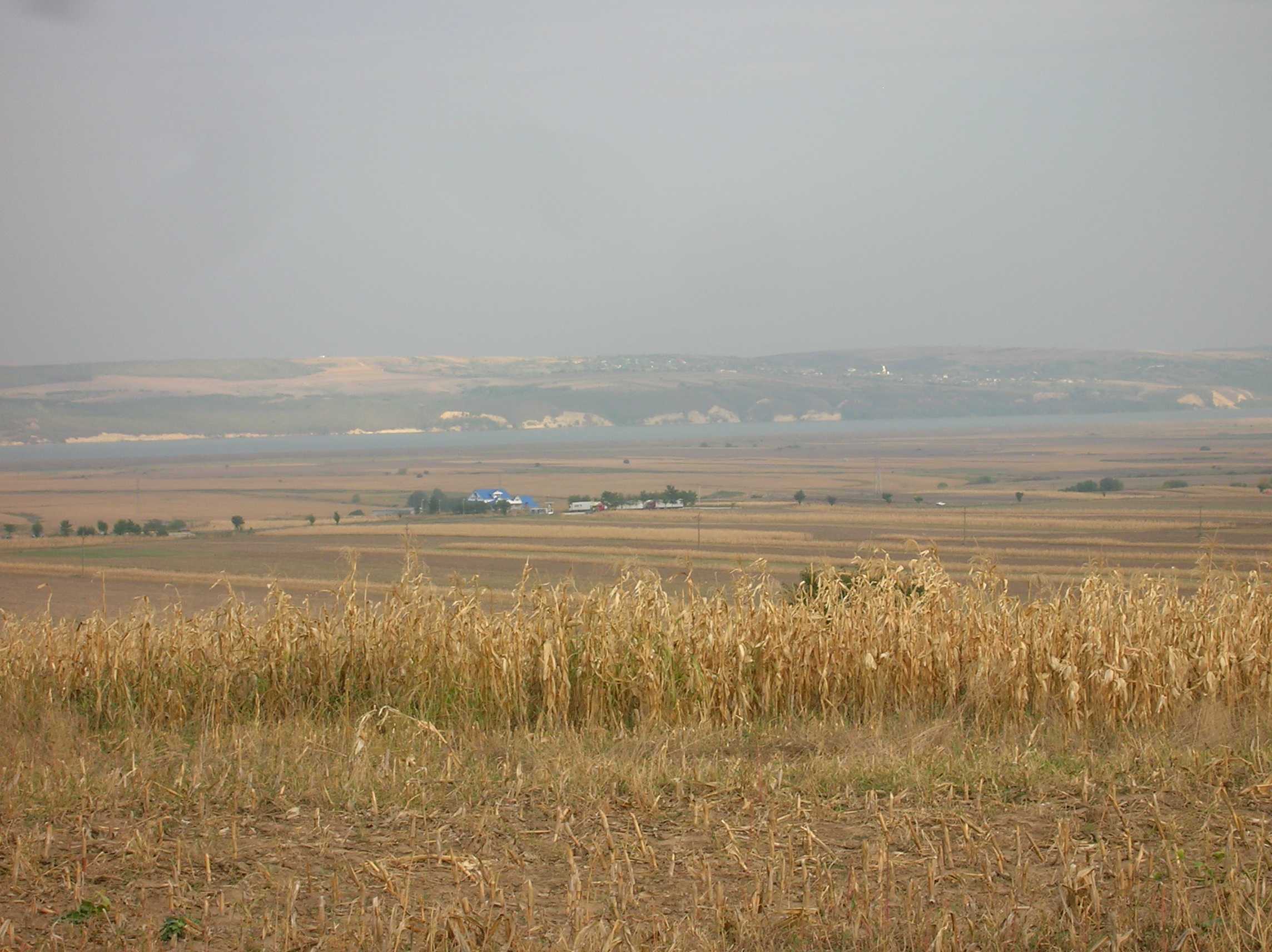
Lacul de acumulare Berești

Canalele de fugă sunt realizate în excavație de până la 15 m și, în general, pereiate cu beton de 15 cm. Două centrale (Pângărați și Piatra Neamț) sunt centrale-baraj, celelalte sunt centrale de derivație. Racova, Gârleni, și Lilieci sunt asemănătoare cu tipul de centrale baraj, camera vanelor fiind înglobată în construcția centralei. Clădirile centralelor sunt de cca. 27 m înalțime realizate pe trei niveluri, din care cca. 14 m suprateran.

### Barajele deversoare
Soluția adoptată pentru baraje este de tipul deversor cu prag lat, cu 6 câmpuri la Răcăciuni, Berești și cu 7 câmpuri la Galbeni, Călimănești, Cosmești și Movileni. Echiparea deversoarelor este următoarea: 3 sau 4 câmpuri cu stavile segment de 16 x 10 m și 3 câmpuri cu stavile segment cu clapetă de 16 x (8+2) m. Câte 2 deschideri au stavilele încălzite, iar alte 2 deschideri au încălzite numai clapetele.
Schema statică pentru barajele deversoare este cu ploturi independente, partea deversoare fiind un radier de beton armat. Pilele au grosimi de 4 m și servesc pentru susținerea stavilelor, montarea batardourilor, adăpostirea mecanismelor de acționare, susținerea grinzilor pentru macaraua portal și a podului de șosea. Disiparea debitului evacuat prin deversor se face într-un disipator continuat cu o rizbermă fixă și una mobilă.
- sub forma unui deversor lat cu cinci deschideri în frontul de captare la acumularea Reconstrucția de la CHE Vânători;
- sub forma unui deversor cu profil eliptic la cele patru acumulări de pe sectorul Racova – Bacău, respectiv cate patru deschideri echipate cu vane segment de 16,00 x 5,00.

Componența de bază:
- diguri de balast etanșate cu un nucleu de argilă protejate cu peree de zidărie de piatră de râu (Pângărați) sau piatră de carieră (Vânători);
- diguri de balast neetanșate spre coada lacurilor.[1]

### Hidrocentralele

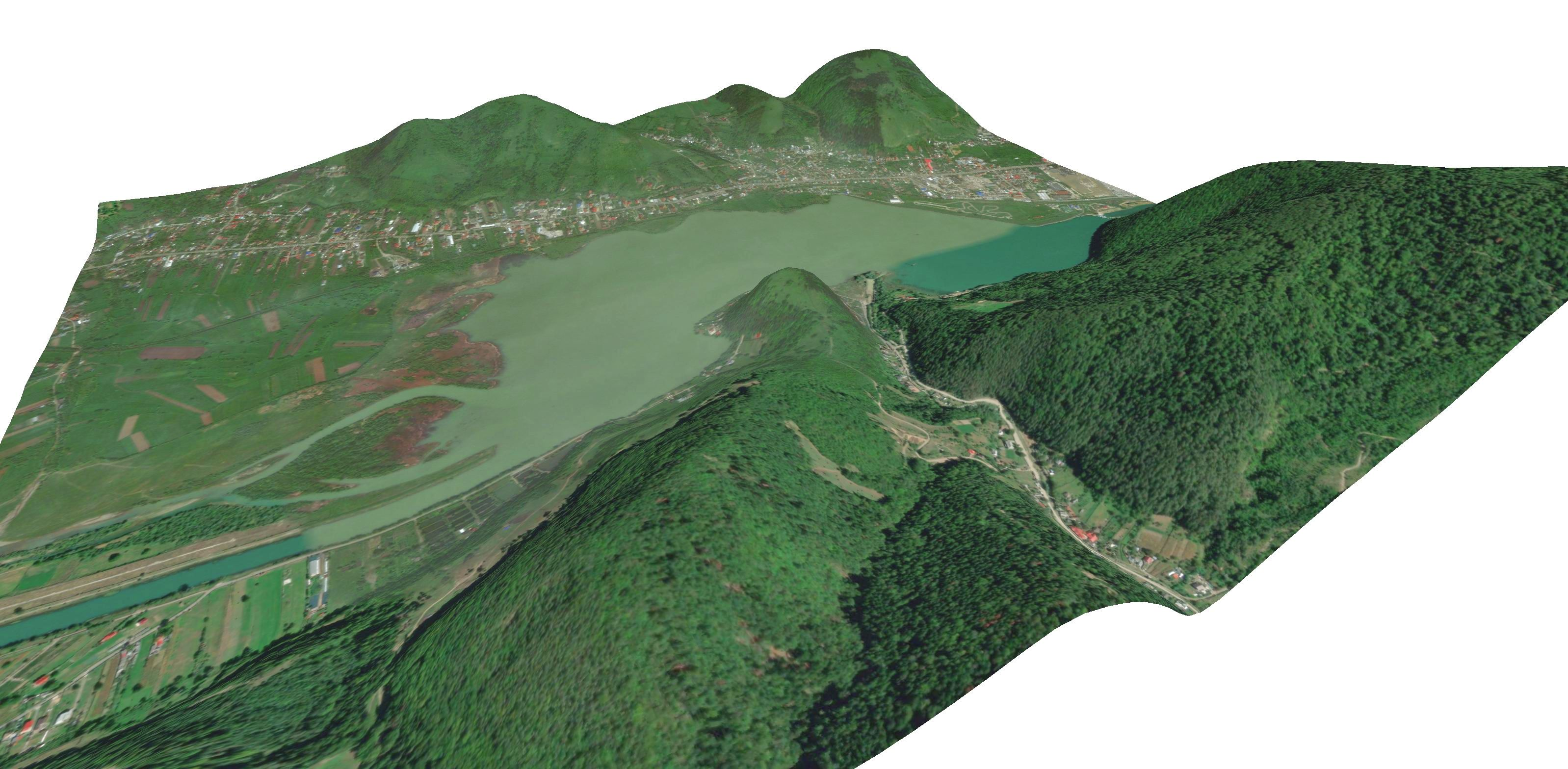
Lacul Bâtca Doamnei din Piatra Neamț

Sectorul Pângărați – Piatra Neamț cuprinde trei hidrocentrale cu acumulări proprii de volum relativ redus. Primele două cu debite instalate de 180-200 m³/s, produc energie electrică în continuarea vârfului graficului de funcționare a centralei mari de la Stejaru iar cea de a treia, de la Piatra Neamț, este centrală cu regim de funcționare de bază (debit instalat de 84 m³/sec) în lacul căreia se compensează și regularizează pentru a fi distribuite în aval, debitele de vârf turbinate de centralele din amonte.
Centralele de la Galbeni și Răcăciuni sunt pe canale de derivație, în acest fel câștigându-se 1 - 2 m de cădere. Soluția tehnică este asemanatoare cu cea de pe Bistrița, cu camera de încarcare echipată cu vană rapidă și batardouri, 2 conducte forțate din beton armat si centrala propriu-zisă.
Celelalte centrale sunt amplasate în frontul de retenție, adiacent barajelor. Soluția pentru centrale a fost determinată de considerente tehnologice (condițiile impuse de echipament), alinierea cu barajele (același aliniament pentru pod și macaraua „capră”) de condițiile dificile de fundare (pe argile) și de seismicitatea ridicată a amplasamentelor. Ca urmare, centralele s-au proiectat ca monobloc de dimensiuni ușor diferite. Blocul de montaj este amplasat lateral.
Lista hidrocentralelor:
1. Vaduri – construită în anul 1965, are puterea de 44 MW cu două turbine Kaplan;
2. Vânători – construită în anul 1964, are puterea 14 MW cu 4 turbine Kaplan;
3. Roznov – construită în anul 1964, are puterea de 14 MW cu două turbine Kaplan;
4. Costișa – construită în anul 1964, are puterea de 14 MW cu două turbine Kaplan;
5. Buhuși – construită în anul 1964, are puterea de 11 MW cu două turbine Kaplan;
6. Racova – construită în anul 1964, are puterea de 23 MW cu două turbine Kaplan;
7. Gârleni – construită în anul 1965, are puterea de 23 MW cu două turbine Kaplan;
8. Lilieci – construită în anul 1966, are puterea de 23 MW cu două turbine Kaplan;
9. Bacău – construită în anul 1966, are puterea de 30 MW cu 4 turbine Kaplan;
10. Galbeni – construită în anul 1983, are puterea de 29 MW cu două turbine Kaplan;
11. Răcăciuni – construită în anul 1984, are puterea de 45 MW cu două turbine Kaplan;
12. Berești – construită în anul 1985, are puterea de 44 MW cu două turbine Kaplan.

### Statistici
Pentru hidrocentralele de pe râul Bistrița aval s-au executat următoarele cantități de lucrări: 
- Canale de derivație: 60 km;
- Diguri pentru acumulări: 28 km;
- Diguri cu etanșări în adâncime: 14 km;
- Terasamente la canale: 13.000.000 mc;
- Etanșări în adâncime: 100.000 mc;
- Umpluturi în diguri: 2.100.000 mc;
- Betoane: 470.000 mc;
- Peree din beton: 2.215.000 mc.[1]

## Canalele componente
- Canalul Stejaru–Pângărați – construit în anul 1960 pentru liniștirea apei evacuate din Hidrocentrala Bicaz. Pornește din Hidrocentrala Bicaz și se varsă în lacul de acumulare Pângărați.
- Canalul Vaduri–Piatra Neamț – construit în anul 1965 o dată cu hidrocentrala Vaduri cu puterea de 44 MW și două turbine Kaplan. Pornește din barajul lacului Vaduri și se varsă în Lacul de acumulare Bâtca Doamnei.
- Canalul Piatra Neamț–Buhuși – construit în anul 1964, cuprinde 5 centrale hidroelectrice (Vânători – 14 MW 4 turbine Kaplan, Roznov – 14 MW, două turbine Kaplan, Costișa – 14 MW, două turbine Kaplan, Buhuși – 11 MW, două turbine Kaplan, Racova – 23 MW, două turbine Kaplan), având căderi de 15 – 20 m și debite instalate de 80-84 m³/s. Pornește din barajul lacului de acumulare Reconstrucția și se varsă în Lacul de acumulare Gârleni. Această soluție a fost preferată celei de amenajare în albia naturală din lipsa spațiilor de realizare a unor acumulări. În aval de centrala Roznov, exista prevăzută posibilitatea de descărcare a derivației în albia naturală a Bistriței, putându-se pune la uscat, parțial sau total, întreaga derivație.
- Canalul Gârleni–Lilieci – construit în anul 1965 o dată cu hidrocentrala Gârleni cu puterea de 23 MW cu două turbine Kaplan. Pornește din barajul lacului Gârleni și se varsă în Lacul de acumulare Lilieci.
- Canalul Lilieci–Bacău – construit în anul 1966 o dată cu hidrocentrala Lilieci cu puterea de 23 MW cu două turbine Kaplan. Pornește din barajul lacului Lilieci și se varsă în lacul de acumulare Bacău.
- Canalul Bacău–Galbeni – construit în anul 1966 o dată cu hidrocentrala Bacău cu puterea de 30 MW cu 4 turbine Kaplan. Pornește din barajul lacului de acumulare Bacău și se varsă în Lacul Galbeni.
- Canalul Galbeni–Răcăciuni – construit în anul 1983 o dată cu hidrocentrala Galbeni cu puterea de 29 MW cu două turbine Kaplan. Pornește din barajul lacului Galbeni și se varsă în Lacul de acumulare Răcăciuni.
- Canalul Răcăciuni–Berești – construit în anul 1984 o dată cu hidrocentrala Răcăciuni cu puterea de 45 MW cu două turbine Kaplan. Pornește din barajul lacului Răcăciuni și se varsă în Lacul de acumulare Berești.
- Canalul Berești–Adjud – construit în anul 1985 o dată cu hidrocentrala și barajul Berești cu puterea de 44 MW cu două turbine Kaplan. Pornește din barajul lacului Berești și se varsă din nou în râul Siret.[1]